# Martino Benzoni
Martino Benzoni (* um 1451 in Mailand; † um 1498 ebenda ?) war ein italienischer Bildhauer der Renaissance.

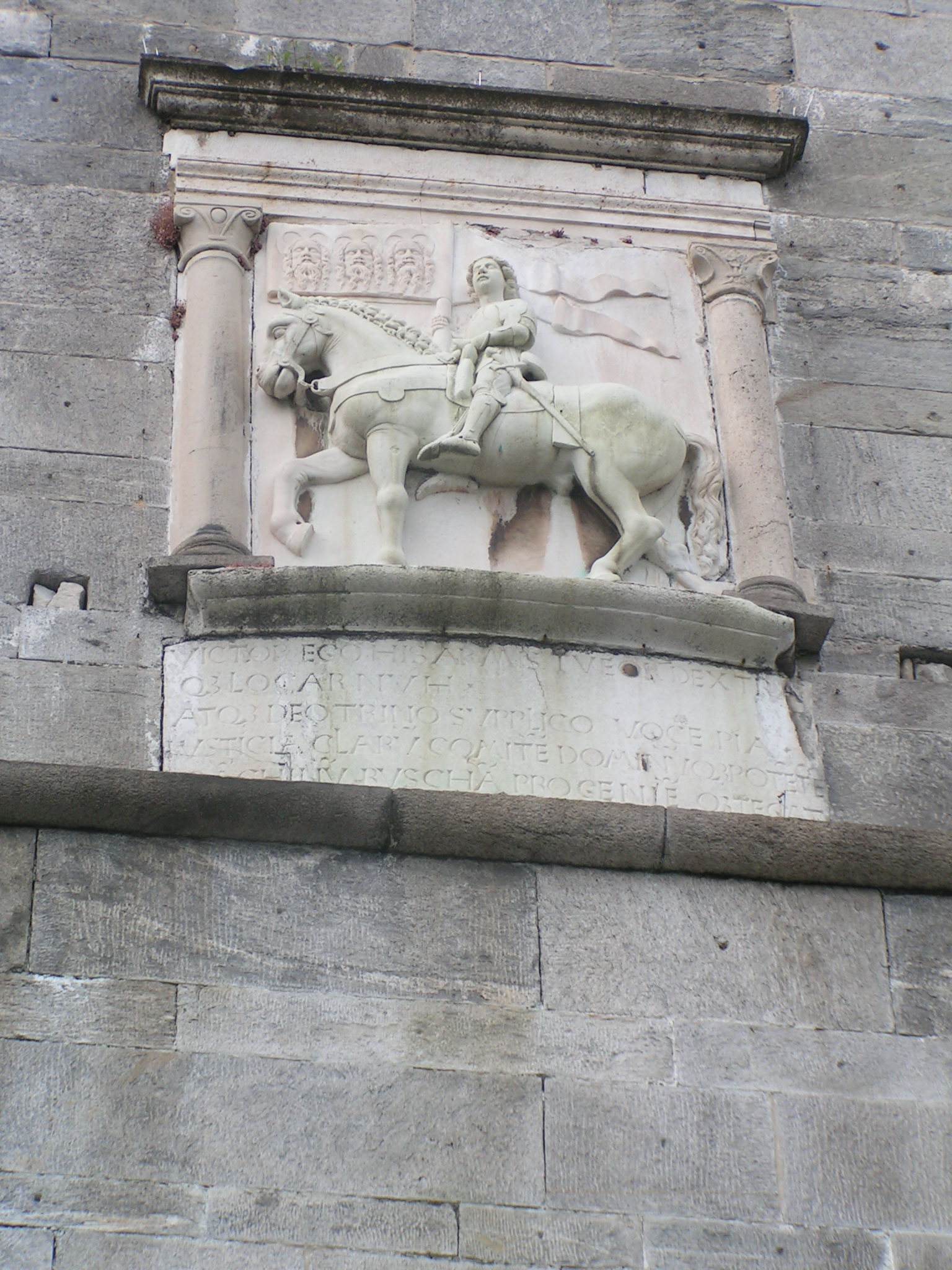
Martino Benzoni, Relief von Victor von Mailand, Stiftskirche, Muralto

## Leben
Es fehlen Informationen über die Ausbildung des Künstlers, und es ist nicht sicher, ob die Urkunden (1464) über einen Martino Benzoni lapicida in den Mailänder Domregistern dem Künstler zugeschrieben werden können: am 13. Juli für das Schneiden und den Kauf eines Steins zusammen mit Giovanni Antonio Piatti.
Seine Tätigkeit als Bildhauer manifestiert sich 1462 im Muralto am Glockenturm der Stiftskirche Victor von Mailand mit dem Relief des Schutzpatrons. Er weist an der Fassade ein Basrelief des heiligen Viktors zu Pferd und eine Inschrift zu Ehren von Franchino Rusca (1460) auf. Das Relief ist hier angebracht worden nach dem Abbruch des Hauptturms des Castello Visconteo in Locarno (1531). Sein anderes Werk ist ein Sankt Sebastian für die Veneranda Fabbrica del Duomo, heute im Museo del Duomo in Mailand. Benzoni war damals zusammen mit Giovanni Antonio Amadeo der Hauptverantwortliche für die Bildhauerarbeiten im Mailänder Dom.
Das geschnitzte Relief des toten Christus mit Engels unterstützt befand sich auf dem Hochaltar, wahrscheinlich als Altarbild, in der Kirche Santa Agata in Martinengo, außerhalb der Stadt Bergamo. Es wurde von dem Arzt Michele Tadini in Auftrag gegeben und 1468 angebracht. Das Gesicht Christi ist vom Schmerz zerfurcht, und er wird von Engeln beweint. Ein Bild wie dieses auf dem Hochaltar verweist auf die symbolische Wiederholung des Opfers Christi während der Messe.